# Ditlev von Brockdorff
Ditlev, Barón de Brockdorff (Vamdrup, Dinamarca, 1655 – Øster Snede, Dinamarca, 1737) fue un noble, terrateniente y militar danés perteneciente a la familia Brockdorff.

## Biografía

### Inicios y familia
Nació como segundo hijo del Coronel  y Consejero del Condado en Holstein-Gottorp Heinrich von Brockdorff y su mujer Mette von Rumohr. Por ambos padres descendía de familias nobles de Holstein. Su hermano mayor fue Schack, Barón de Brockdorff - Scheelenborg.

### Carrera militar
De joven se alistó en la caballería danesa y participó en la guerra de Escania, concluyendo la misma en 1679 con el grado de Mayor en el Segundo Regimiento de Caballería de Fiona que en el mismo año cambió su nombre a Tercer Regimiento de Caballería de Zelanda. En 1683 fue nombrado Teniente Coronel y recibió la oferta de comandar una compañía del "Royal Life Guards", que rechazó. Sin embargo, en 1688 fue empleado como Comandante de Compañía en el Tercer Regimiento de Caballería de Jutlandia. En esta unidad ascendió a Coronel y Comandante de Unidad en 1692. Como tal, desde 1701 participó al servicio inglés en la guerra de sucesión española en Flandes, donde en 1703 fue ascendido a General de Brigada. Durante la guerra participó en la Batalla de Blenheim en 1704, donde comandó una brigada en el centro de las tropas aliadas, y en la Batalla de Ramillies en 1706, donde su brigada se colocó en el ala izquierda.
En 1709 Brockdorff fue llamado a Dinamarca, donde fue nombrado Mayor General e Inspector General de la Caballería y Dragones. En el mismo año participó de la invasión danesa de Escania en la Gran Guerra del Norte. A pesar de ello, el Comandante en Jefe del ejército danés, su sobrino Cristian Detlev, Conde de Reventlow, había solicitado que Brockdorff fuera retirado del ejército junto a otros oficiales, ya que no le habrían causado una buena impresión. Sin embargo esto no sucedió. El 8 de diciembre Brockdorff cruzó el río Lodde y marchó con el Primer Regimiento de Caballería de Jutlandia  a Lund. Una vez allí, las tropas danesas saquearon los almacenes de la ciudad y Brockdorff se instaló en la granja del profesor Johan Horling con un séquito de 18 personas.
En enero de 1710 Brockdorff recibió las órdenes de marchar sobre Malmo y sitiar la ciudad con 2000 hombres a su mando, que consistían en dos escuadrones del Regimiento de Dragones de Zelanda y dos batallones del Regimiento de la Reina. Estos fueron colocados a una milla de las fortificaciones de Malmo, por los caminos rurales que conducían a la ciudad.
El nuevo Comandante en Jefe del ejército  danés, Jørgen Rantzau, envió al ayudante General Huitfeld para ordenar a Brockdorff que rompiera el asedio y se uniera con sus tropas al ejército principal. Al mismo tiempo, Brockdorff había recibido órdenes de Federico IV para reforzar el asedio en Malmo, ya que se había enviado un batallón como refuerzo. Sin embargo, Brockdorff decidió seguir las órdenes de Rantazu y se dirigió con sus hombres a Skarhult.
Durante la tarde del 20 de febrero el ejército danés había llegado al puente de Norra Moinge y comenzó a cruzarlo. En la retaguardia iba el Regimiento de Dragones al mando de Brockdorff. Estos fueron interceptados por el Coronel William Bennet y estalló la lucha. Los dragones de Brockdorff partieron y se refugiaron. Se envió al general Huitfeld para informar a Rantzau sobre la lucha.
El 21 de febrero, Rantzau aprovecho el tiempo para celebrar consejos de guerra donde las posiciones del ejército serían cuidadosamente seleccionadas. Brockdorff abogó para que el ejército danés debiera pararse con un flanco en los restos de las antiguas fortificaciones, y luego extenderse a través de Bollbrolyckan hasta la playa. Después de una inspección del terreno, Rantzau concluyó que esta posición sería demasiado concurrida y difícil de maniobrar y sugirió en un nuevo consejo de guerra que el ejército debería alinearse en la llanura abierta.
Las tropas danesas y suecas se encontraron en la Batalla de Helsingborg que término con la decisiva victoria sueca. Durante la batalla, Brockdorff comandó la segunda línea del ala derecha danesa. En 1710 decidió renunciar al ejército.

### Matrimonio y propiedades
Brockdorff se casó con Dorothea Sophie von Levetzow, hija del Teniente General y Consejero Privado Hans Friedrich von Levetzow, el 11 de febrero de 1687 en Hjørrings amt. Juntos tuvieron seis hijos. A través de su matrimonio y por adquisición propia, Brockdorff llegó a poseer una considerable cantidad de señoríos, entre los que se encuentra Hvolgaard, Estrup, Skodsborghus y Store Grundent. Esta última se convirtió en el señorío de la familia durante las siguientes generaciones.